# Władysław Dunka de Sajo
Władysław Dunka de Sajo (ur. 1875 we Lwowie, zm. 10 stycznia 1933 tamże) – polski inżynier, prezes Związku Przemysłowców Naftowych, wiceprezes Związku Producentów Ropy.

## Życiorys
Ukończył szkołę realną w Stanisławowie, a następnie rozpoczął studia na Wydziale Budowy Maszyn w Szkole Politechnicznej we Lwowie. Po uzyskaniu tytułu inżyniera praktykował w Fabryce Maszyn i Wagonów w Sanoku, a następnie w Warsztatach Kolei Państwowych w Stanisławowie. Po podjęciu decyzji o pracy zawodowej w przemyśle naftowym wyjechał do Borysławia, gdzie przez rok praktykował w tamtejszej kopalni. Następnie objął stanowisko kierownicze, zaangażował się w prace nad zmianami w ustawie o wiertnictwie, które miały zagwarantować racjonalność wydobycia. W 1909 został zatrudniony przez kapitał szwajcarski w prace poszukiwawcze na Węgrzech, w Zborovie. Po zakończeniu ich fiaskiem powrócił do Borysławia, gdzie objął stanowisko dyrektora Towarzystwa Naftowego „Premier”. W 1914 wstąpił ochotniczo do Legionów Polskich, ale ze względu na postępującą chorobę płuc był zmuszony zakończyć służbę wojskową. Został zwolniony z Legionów na podstawie rozporządzenia EG nr 98653 c. i k. Ministerstwa Obrony Krajowej z 25 listopada 1916 roku. Kontynuował pracę zawodową, wyjechał na badania poszukiwawcze do Rumunii, ale już w marcu 1915 powrócił do Borysławia. Jako dyrektor techniczny Towarzystwa Naftowego przeniósł się do Rypnego, gdzie rozpoczęto wówczas wydobycie kolejnego złoża.
Zmarł śmiercią samobójczą, zastrzelił się z rewolweru w swoim lwowskim mieszkaniu. Spoczął na Cmentarzu Łyczakowskim.

## Członkostwo
- Krajowe Towarzystwo Naftowe
- Związek Polskich Przemysłowców Naftowych
- Wiceprezes Syndykatu Producentów Ropy